# 채령 (가수)
채령(본명: 이채령, 2001년 6월 5일~)은 대한민국의 가수로 걸 그룹 ITZY의 메인댄서, 서브보컬, 서브래퍼를 맡고 있다.

## 학력
- 용인서천초등학교(졸업)
- 용인서천중학교(졸업)
- 한림연예예술고등학교(졸업)

## 생애
충청남도 논산시에서 3녀중 둘째로 태어났다. 채령의 언니는 2021년 4월까지 걸 그룹 아이즈원의 멤버로 활동했던 이채연이다. 태어나자마자 가족들이 경기도 용인시로 이주한 후 그곳에서 성장하게 된다. 2014년 SBS에서 방송된 K팝 스타 시즌3에 출연하며 JYP엔터테인먼트와 연습생 계약을 맺었다. 이후 엠넷에서 방송된 SIXTEEN, 스트레이 키즈에 출연했으며, 2019년 2월 걸그룹 ITZY의 멤버로 가요계에 데뷔했다.

## 출연작

### 예능
| 연도 | 방송사 | 제목              | 역할           |
| ---- | ------ | ----------------- | -------------- |
| 2013 | SBS    | 《K팝스타 3》     | 참가자         |
| 2015 | Mnet   | 《SIXTEEN》       | 참가자         |
| 2020 | Mnet   | 《Paris et ITZY》 | 출연자         |
| 2022 | tvN    | 《놀라운 토요일》 | 게스트 (221회) |